# Araneus kirgisikus
Araneus kirgisikus este o specie de păianjeni din genul Araneus, familia Araneidae, descrisă de Bakhvalov, 1974. Conform Catalogue of Life specia Araneus kirgisikus nu are subspecii cunoscute.